# Castellet i la Gornal
Castellet i la Gornal är en kommun i Spanien.   Den ligger i provinsen Província de Barcelona och regionen Katalonien, i den östra delen av landet, 500 km öster om huvudstaden Madrid. Antalet invånare är 2 252. Arean är 48 kvadratkilometer. Castellet i la Gornal gränsar till Vilanova i la Geltrú, Cubelles, Cunit, Calafell, Santa Margarida i els Monjos, Olèrdola, Canyelles, Bellvei, L'Arboç, Sant Jaume dels Domenys och Castellví de la Marca. 
Terrängen i Castellet i la Gornal är platt västerut, men österut är den kuperad.